# G̃
Das G̃ (kleingeschrieben g̃) ist ein Buchstabe des lateinischen Schriftsystems. Es besteht aus einem G mit einer Tilde.
Der Buchstabe wird im Guaraní-Alphabet verwendet, um den nasalen stimmhaften velaren Frikativ (IPA: ɣ̃) darzustellen. Da Unicode keinen Codepunkt für das G̃ enthält, wird oft das Ĝ als Ersatz verwendet.
Darüber hinaus ist das G̃ auch im Alphabet des Munduruku in Verwendung.

## Darstellung auf dem Computer
Unicode enthält kein G̃, es kann aber durch die Zusammensetzung von U+0047 (G) und U+0303 (kombinierte Tilde) für die Majuskel bzw. von U+0067 (g) und U+0303 (kombinierte Tilde) für die Minuskel dargestellt werden.